# Engelbert Dollfuß
Engelbert Dollfuß (Texingtal, Baixa Àustria 1892 - Viena 1934) va ser un polític conservador feixista austríac, canceller d'Àustria des de 1932 fins 1934, any en què fou assassinat per agents nacionalsocialistes alemanys. Entre 1932 i 1934 assumí poders dictatorials i el seu govern conservador-feixista prohibí i perseguí el Partit Socialdemòcrata.
Nascut a la localitat de Texingtal, a la Baixa Àustria, el dia 4 d'octubre de 1892, al si d'una família profundament religiosa, fou educat en una seminari catòlic i posteriorment estudià la llicenciatura en dret a la Universitat de Viena i la d'economia a la Universitat de Berlín.
Engelbert Dollfuß tingué dificultats per entrar a l'exèrcit austrohongarès a la Primera Guerra Mundial. Malgrat la seva baixa estatura, a penes 153 cm, fou admès i enviat al front alpí que enfrontava l'imperi amb l'exèrcit italià. Altament condecorat pels serveis militars prestats, fou capturat pels italians i internat en un camp de presoners durant l'any 1918.
Després de la guerra entrà a treballar al Ministeri d'Agricultura del Govern austríac com a secretari de l'Associació de Pagesos i com a director de la Cambra d'Agricultura de la regió de la Baixa Àustria. L'any 1930, gràcies a la seva pertinença al partit cristianosocial austríac, fou nomenat president del sistema de ferrocarrils federal. L'any 1931 fou elevat al rang de ministre d'Agricultura i de Boscos.
El dia 20 de maig de 1932 fou nomenat canceller de la República com a cap d'un govern de coalició. El govern Dollfuß hagué de fer front immediatament als efectes que la Gran Depressió havia tingut sobre la ja debilitada economia austríaca posterior a la Primera Guerra Mundial. Arran d'aquesta situació, el govern decidí imposar un seguit de mesures impopulars contra els treballadors i les classes populars, política que trobà l'oposició dels partits d'esquerra i forces obreres.
El març de 1933, Dollfuß suspengué el Parlament i inicià un govern dictatorial. Dollfuß argumentà l'excusa de la necessitat de preservar la República de la situació política internacional i sobretot de l'ascens del Partit Nacionalsocialista a Alemanya, que podia créixer a Àustria entre la seva pròpia base conservadora. El mes de juny de 1933 prohibí el NSDAP a Àustria. El govern tanmateix tingué com a tasca prioritària la persecució de les forces obreres i socialistes, el maig del 1933 havia prohibit el Partit Comunista, el febrer de 1934 prohibí el majoritari Partit Socialdemòcrata, arribant a bombardejar els seus locals, revelant la veritable intenció, eliminar tota oposició d'esquerra. El seu govern proclamà la constitució de maig de 1934, considerada l'inici del període de l'austrofeixisme, que acabà el 1938 amb l'annexió a l'alemanya nazi. Dollfuß creà el seu règim inspirat en el feixisme italià de Mussolini. Amb el Vaterländische Front com a partit únic i les Heimwehr com a milícies paramilitars encarregades d'atemorir i reprimir la població no afecta.
El 25 de juliol de 1934 Engelbert Dollfuß fou assassinat per quatre agents nazis d'origen austríac que penetraren a la seu de la cancelleria de Viena. Li dispararen un tret, en un intent de protagonitzar un cop d'estat que portés al Partit Nacionalsocialista al poder. Immediatament després, les tropes italianes foren mobilitzades a la frontera per tal d'evitar una ocupació alemanya. Mentrestant, a Viena els assassins de Dollfuss foren arrestats i executats.
Kurt Schuschnigg va esdevenir nou canceller austríac, continuant amb el règim establert per Dollfuß. Dollfuß fou enterrat al cementiri de Hietzing a les proximitats de Viena, al costat de la seva esposa Alvine. L'austrofeixisme durà fins al 1938 amb l'Anschluss.